# Merry merry Boo
merry merry Boo（メリーメリーブー）は、テレビ東京系バラエティ番組『ファイテンション☆テレビ』および女子中学生向けファッション雑誌『nicola』から誕生したアイドル歌手ユニット。メリブーと略されることもあった。

## 概要
2008年12月6日の『ファイテンション☆テレビ』放送内で前触れもなく歌手デビューすることが告げられた。
merry merry Booのサイトには「週刊ウチら！」というブログが存在し、『ファイテンション☆テレビ』のことやmerry merry Booのことなどについて書かれていた。同番組が終了してからも更新があった（最終更新日は2009年4月28日）。
merry merry Booの「今すぐKiss Me」 は2009年2月中旬頃から番組終了の3月まで『ファイテンション☆テレビ』のエンディングテーマとなった。同エンディングは1分22秒程度であり、配信されているビデオクリップの一部分であった（フルバージョンは4分13秒）。携帯電話向けに着うた、着うたフル、着ムービー、ビデオクリップがレコチョクで配信された。ロックバンドLINDBERGの代表曲ともいえる「今すぐKiss Me」のカバーであるが、前奏、間奏、曲調などがアレンジされていてアイドルらしい曲に仕上がっている。
2009年3月8日、KDDI デザイニングスタジオでデビュー記念イベントを開催。
2009年3月27日、東京ファッションタウンビルTFTホールでnicola読者1000人を対象に行われた「ニコラ読者開放日2009」において、デビュー曲「今すぐKiss Me」を披露。
2009年4月の高屋敷卒業以降は特に活動していない。

## メンバー
高屋敷彩乃1992年5月3日（32歳）生まれ、東京都出身、身長158cm、血液型A型

元『nicola』専属モデル（2009年5月号卒業）。
川口春奈1995年2月10日（30歳）生まれ、長崎県出身、身長166cm、血液型O型

元『nicola』専属モデル（2011年5月号卒業）。
立石晴香1994年9月28日（30歳）生まれ、大阪府出身、身長165cm、血液型AB型

元『nicola』専属モデル（2011年5月号卒業）。

## ディスコグラフィ
1. 今すぐKiss Me（04:13）[2][3]

- 作詞：朝野深雪、作曲：平川達也、編曲：MOTO G3（GaGaalinG）